# گله (پرندگان)

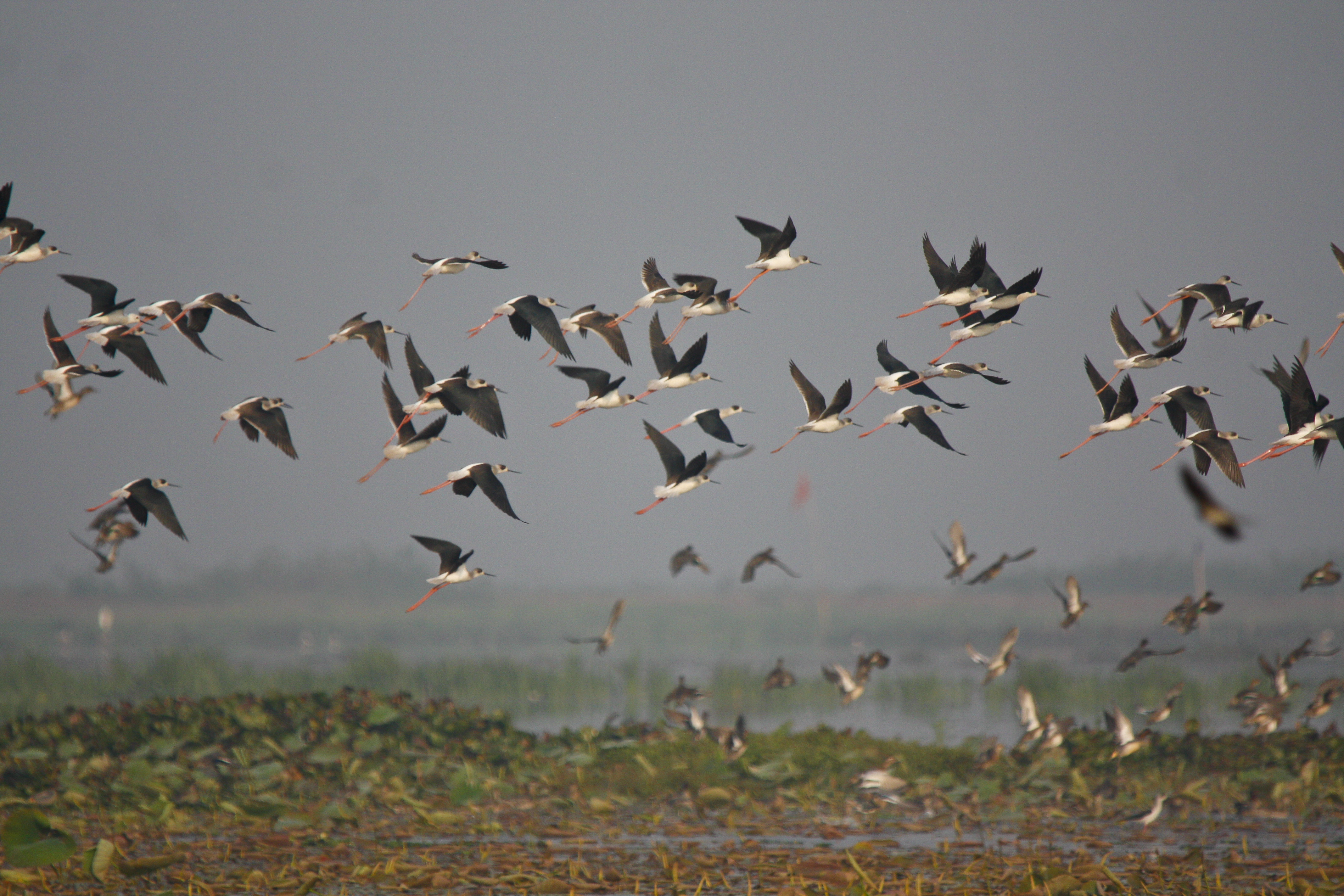
گله‌های سرخ‌پرک نوک‌سرخ گله‌های عظیمی را تشکیل می‌دهند — گاهی ده‌ها هزار نفر

گله یا دسته (به انگلیسی: Flock) مجموعه‌ای از پرندگان است که به صورت گروهی به جستجوی علوفه یا سفر می‌پردازند. گله‌های پرندگان معمولاً با مهاجرت همراه هستند. گله‌شدن (Flocking) همچنین مزایای جستجوی علوفه و محافظت در برابر شکارچیان را ارائه می‌دهد، اگرچه گله‌شدن می‌تواند هزینه‌هایی برای اعضای فردی داشته باشد.
گله‌ها اغلب به عنوان گروه‌هایی متشکل از افراد از یک گونه تعریف می‌شوند. با این حال، گله‌های آمیخته متشکل از دو یا چند گونه نیز رایج است. گونه‌های پرندگانی که تمایل به جمع شدن با هم دارند، معمولاً از نظر طبقه‌بندی مشابه هستند و ویژگی‌های ریخت‌شناسی مانند اندازه و شکل را به اشتراک می‌گذارند. گله‌های آمیخته محافظت بیشتری در برابر شکارگران ارائه می‌دهند، که به‌ویژه در زیستگاه‌های بسته مانند جنگل‌هایی که هشدارهای اولیه اهمیت حیاتی در تشخیص زودهنگام خطر دارند، مهم است. نتیجه تشکیل بسیاری از گله‌های تغذیه با گونه‌های آمیخته است.

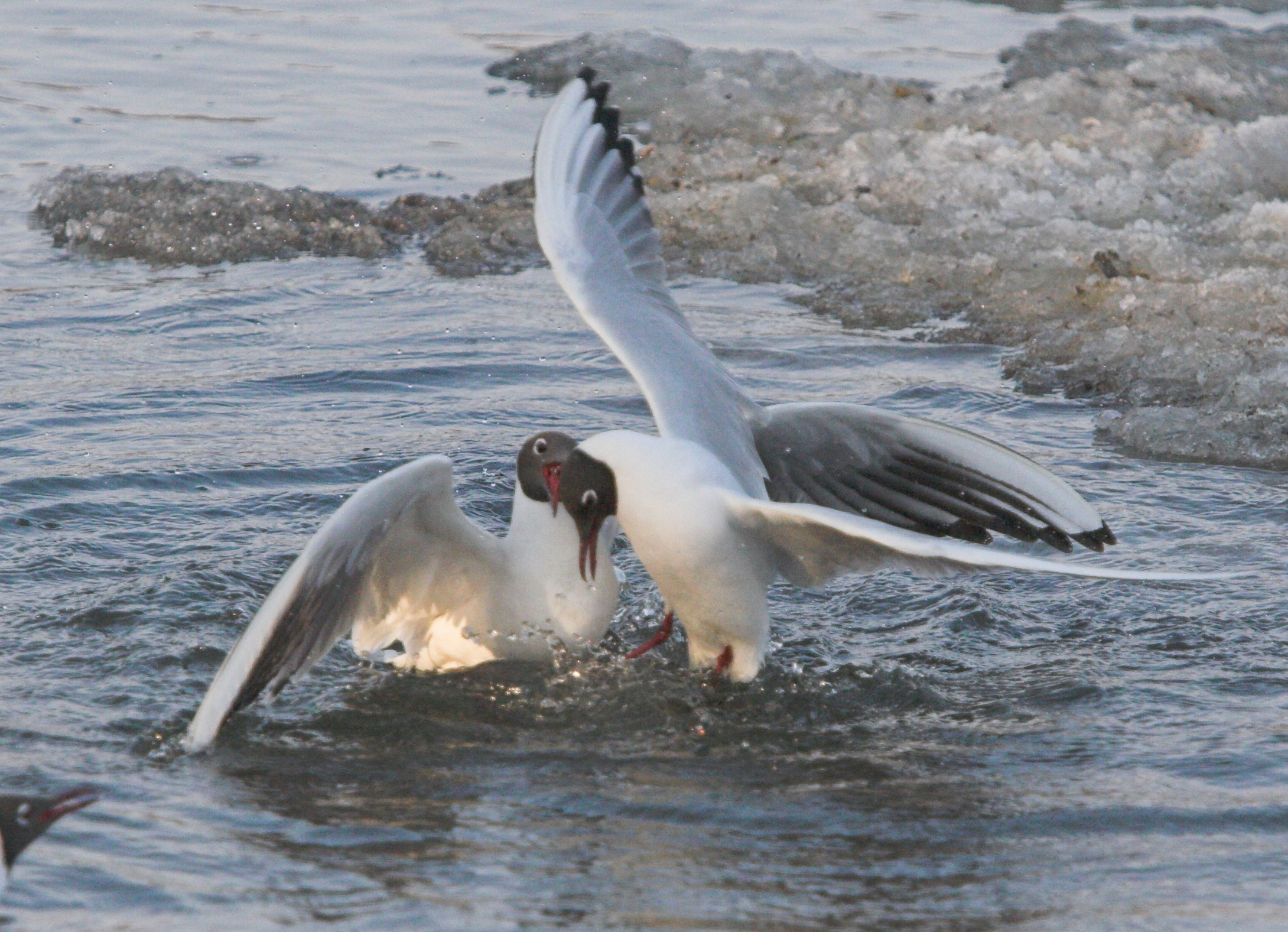
نمایش تهاجمی بین دو کاکایی سرسیاه کوچک

گونه‌های پرنده‌ای که در یک گله زندگی می‌کنند ممکن است شکار را از یک پرنده ناموفق در گله خود بگیرند، احتمالاً زخمی شده است. این رفتار به اثر کوبنده معروف است و یکی از مزایای جستجوی غذایابی پرندگان در گله با پرندگان دیگر است.

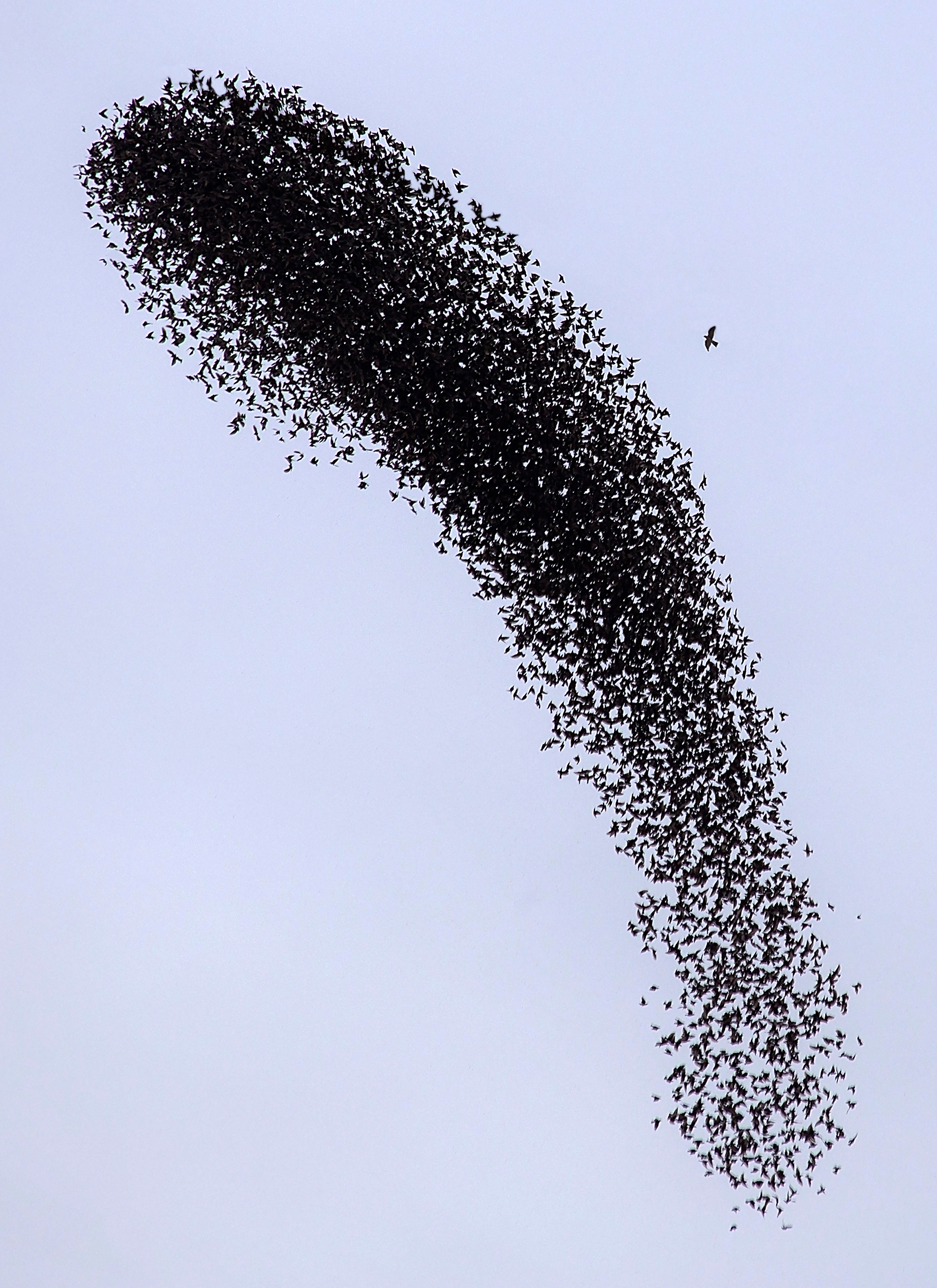
سارها در حال جمع شدن هستند، یک پرنده شکارچی در بالا سمت راست دیده می‌شود.

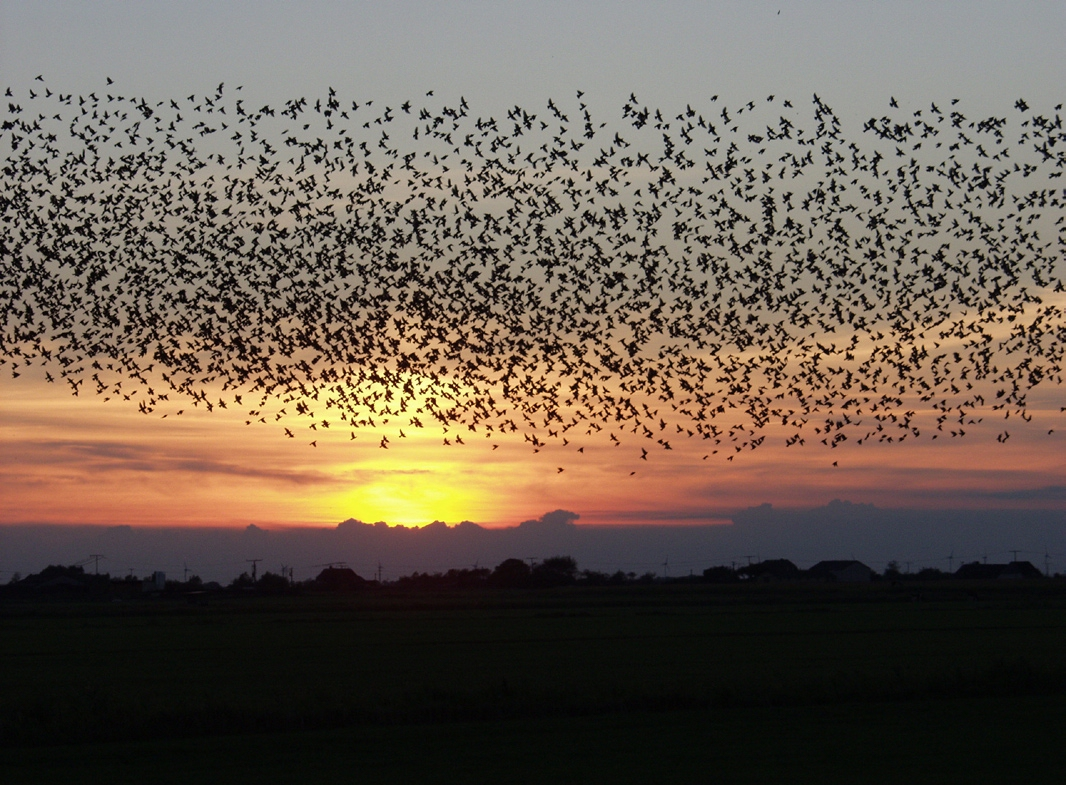
گله‌ای از پرندگان در حال نمایش آفتاب سیاه